# История Костромской области
Костромская область имеет богатую и насыщенную событиями древнюю историю.

## Предыстория

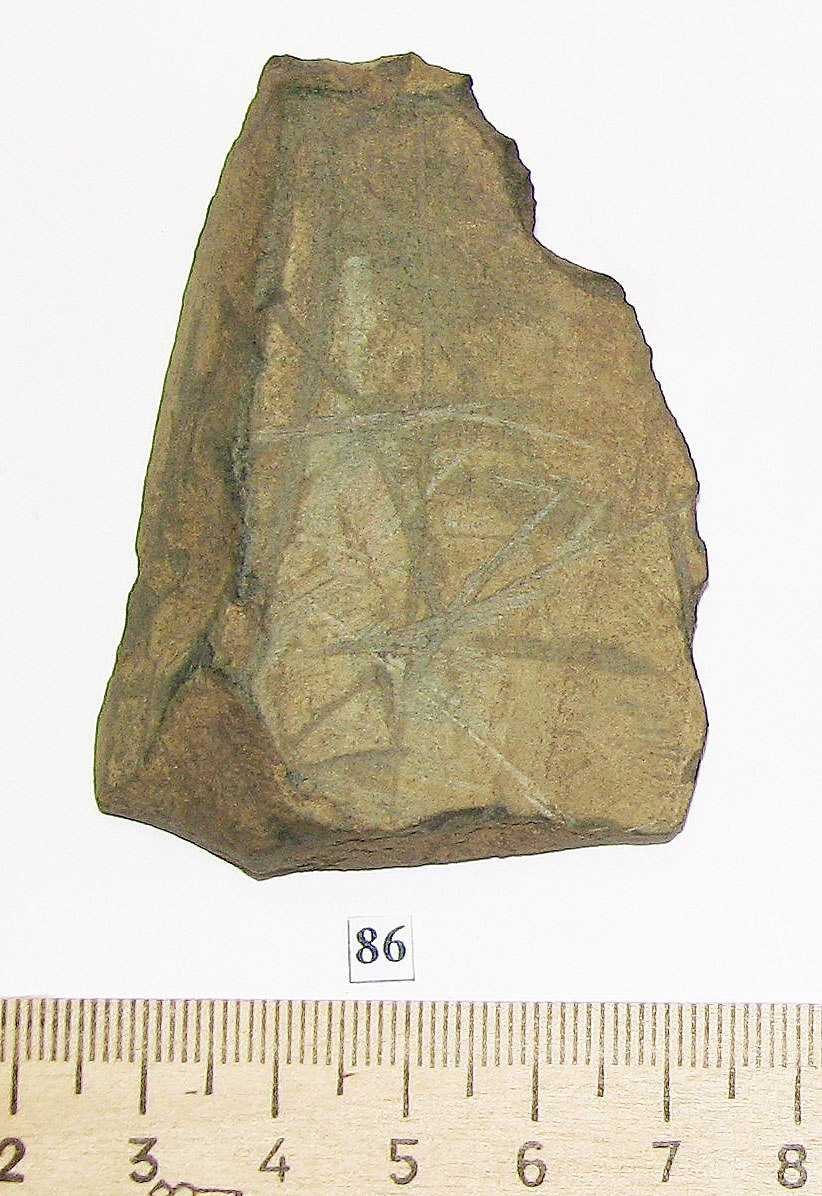
Чуринга с Федоровского поселения (Чухломской район)

Первые люди расселяются на территории области в период мезолита, датируемый для Русской равнины IX—первой половиной VI тысячелетия до н. э. Мезолитические стоянки характеризуются тонким культурным слоем со слабой насыщенностью находками, что свидетельствует о кратковременности обитания на них человеческих коллективов и малочисленности населения стоянок. При относительной немногочисленности мезолитических материалов, тем не менее они уверенно подразделяются на разные группы. Часть стоянок относится к бутовской культуре, часть к иеневской. Вместе с тем отмечается своеобразие комплексов в районе Галичского и Чухломского озёр, верховьев Костромы, которых сближает с памятниками бассейна Сухоны использование кремня красного цвета. К числу последних относится мезолитический комплекс на разновременном Федоровском поселении (стоянке), на котором в 2008 году были найдены так называемые «чуринги» — образцы древнейшей графики на территории области.
В период неолита на основе культур ямочно-гребенчатой керамики формируется прафинно-угорская волосовская. На рубеже III—II тысячелетий до н. э. сюда прибыли земледельцы-носители фатьяновской культуры, которые впоследствии были ассимилированы племенами эпохи поздней бронзы — абашевцами и подняковцами. В период финальной бронзы на территории области появляются поселения одного из вариантов культурно-исторической общности носителей «текстильной» («сетчатой») керамики — предков народов прибалтийско-финской и волжско-финской языковых групп. Переход к началу раннего железного века связан с миграцией в бассейны рек Костромы и Ветлуги представителей культуры с гребенчато-шнуровой керамики из районов ананьинской культурно-исторической области, расселяющихся среди населения с сетчатой керамикой, на основе которого формируется локальный вариант дьяковской культурной общности, предков так называемой «костромской мери». По мнению А. В. Новикова, процесс взаимодействия племен — предков современных поволжских и пермских финнов в Костромском Поволжье продолжался в течение VI—III веков до н. э. и закончился ассимиляцией населения с шнуровой и гребенчато-шнуровой керамикой с утратой характерных для него особенностей в культуре местных племён. При этом, именно гибридными формами керамики характеризуется по сути ранний железный век в бассейне реки Костромы и прилегающего волжского побережья в V—III вв. до н. э.
Именно в Костромской области найдено практически единственное однозначное свидетельство земледельческой деятельности в лесном Поволжье в раннем железном веке — керамический сосуд с зёрнами мягкой пшеницы из раскопок на Минском городище. Во рву городища Городище правобережной части современной Костромы в 2009 году было выявлено самое раннее (рубежа нашей эры) захоронение для дьяковской общности по обряду ингумации, носившее, вероятно, ритуальный характер.
В середине I тысячелетия в Поветлужье, включая юго-восток Костромской области, расселяются марийцы. По мнению автора литературной мистификации XIX века «Ветлужский летописец» в ныне существующих населённых пунктах Кажирово и Старо-Шангское находились столицы марийских княжеств Якшан и Шанга. Тем не менее на территории Старо-Шангского городища средневековый слой отсутствует. В селе Одоевское Шарьинского района якобы находилась марийская крепость 'Булаксы. При археологических исследованиях установлено, что древнемарийский слой на памятнике относится к 3-й четверти I тысячелетия. Памятник никак не связан с событиями описываемыми в «Ветлужском летописце».
Основная часть Костромской области от бассейна реки Костромы до бассейна реки Унжи в I — начале II тысячелетия была заселена финноязычным населением. Часть археологов исходя из близости материальной культуры идентифицируют его с летописным племенем меря. Однако, А. Е. Леонтьев справедливо указывает на отличия населения территорий связанных с летописной мерей и других областей с близким по культуре населением.
Наиболее изучены два центра расселения раннесредневекового населения:
1) на реке Унже Поповское городище и куст связанных памятников — заселенные волжско-финским населением с явными признаками активных контактов с финно-пермскими племенами;

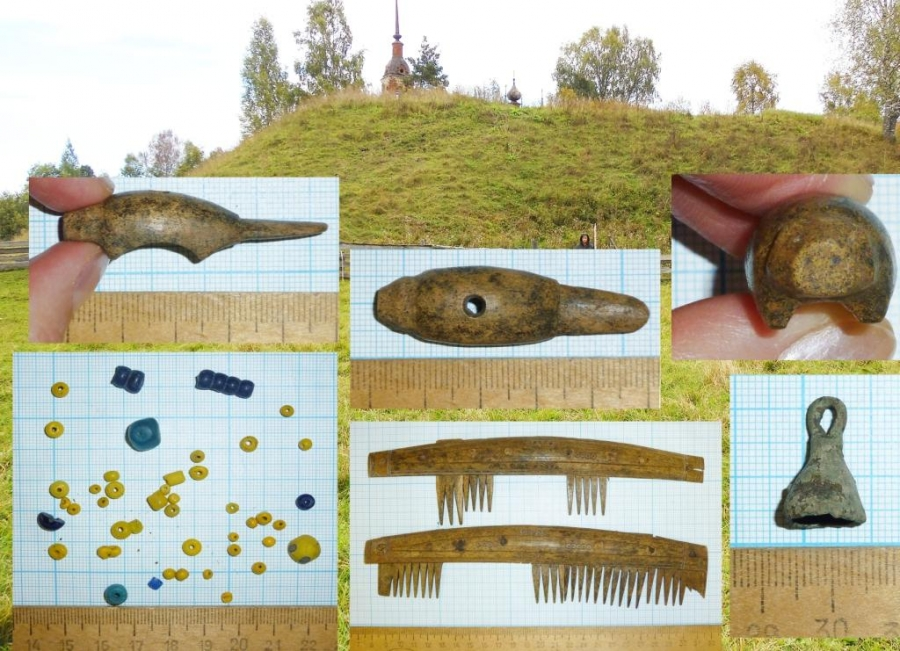
Коллаж находок из горизонта IX—XI вв. Унорож

2) памятники в районе Галичского озера и реки Вексы традиционно выделяемые в галичскую группу «костромской мери». Центром округи с IX века становится городище Унорож, в X столетии превратившееся в торгово-ремесленное поселение с признаками протогорода. Судя по обилию привозных вещей, огромному проценту костей бобра среди костного материала городище с X по XI век являлось центром пушной торговли на пути соединяющим Великий Волжский торговый путь с Сухоно-Вычегодским речным путем.
В Унже найдена свинцовая печать с трезубцем — родовым знаком династии Рюриковичей, вероятно, князя Святослава Ярославича (Великий князь Киевский в 1073—1076 годах). На фрагменте вислой актовой печати из Унжи на одной стороне которого сохранилась часть надписи «печать Святослава», а на другой имеется фрагмент изображения воина со щитом.
В костромских курганах XII—XIII веков наряду с украшениями, широко распространенными на севернорусских землях, встречаются и изделия ярко выраженного северо-западного облика.

## Княжеский период
Костромское княжество выделилось из состава Владимиро-Суздальской Руси около 1247 года, доставшись в управление Василию Ярославовичу Квашне, сыну князя Владимирского Ярослава Всеволодовича.
Со смертью в 1277 году Василия Ярославовича, не имевшего детей и не оставившего наследников, земли княжества, как выморочные отошли в состав Владимирского княжества. Затем, великий князь Владимирский Дмитрий Александрович уступил земли Костромского княжества своему брату Андрею Александровичу Городецкому, который в свою очередь отдал этот удел своему племяннику, сыну Дмитрия Александровича Ивану Дмитриевичу, однако вскоре Иван Дмитриевич получил в удел Переяславль-Залесский и Костромское княжество вновь отошло Андрею Александровичу, а затем в 1299 году, он передал эти земли сыну Борису. После смерти последнего в 1303 году, князем Костромским в 1304 году стал сын Даниила Московского Борис Даниилович. На этом относительная самостоятельность Костромского княжества закончилась и позднее оно вошло в состав земель Московского княжеского дома.
1380—1400 годами (внестратиграфическая дата — 1340-е — 1370-е годы) датируется четвёртая московская берестяная грамота, в которой упоминается Кострома: «Поехали мы, господин, на Кострому».

## Костромской край в средние века

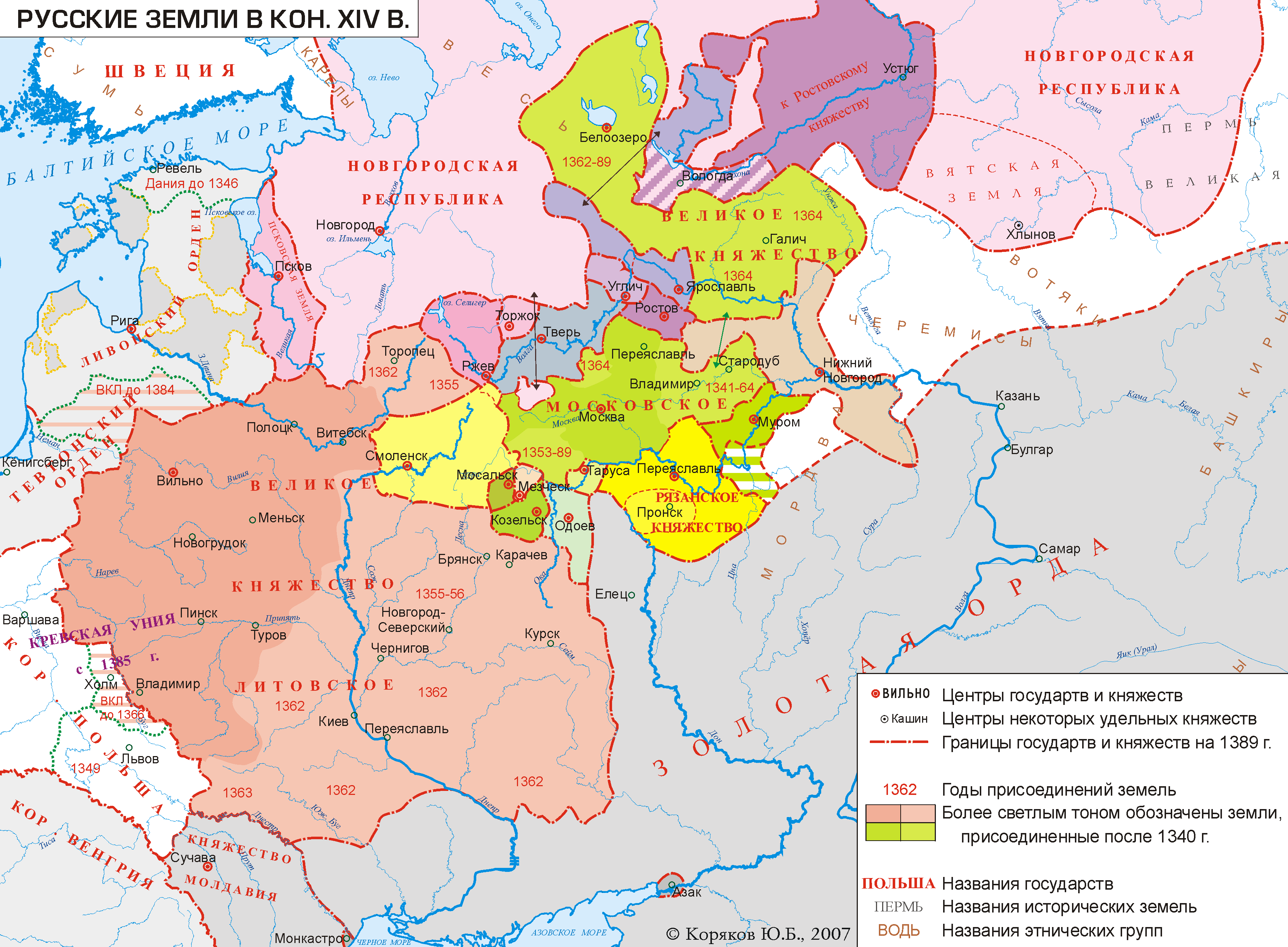
Русские земли в 1389 году

До XV века на территории края располагались два княжества — Костромское и Галичское. Галичские князья в XV веке спорили за первенство с московскими, но проиграли эту борьбу.
Во времена Московского царства были образованы Костромской и Галичский уезды.
В Смутное время как Кострома, так и Галич были страшно разорены польско-литовскими отрядами. Особенной жестокостью отличался отряд пана Лисовского. С окрестностями села Молвитино связан подвиг Ивана Сусанина в 1613 году. Не успела смута завершиться, как новая беда коснулась северо-запад современной Костромской области — взбунтовались казаки и голытьба, решившие нажиться за счёт земель, не затронутых войной. Отряды восставших действовали не только на костромской, но также на вологодской и ярославской земле, и их удалось усмирить лишь к 1615-му году.
К XVII веку относят начало формирования говоров чухломского острова к северо-востоку от основного ареала среднерусских говоров. Оно происходило в результате миграций русского населения из южных областей на север и последующего междиалектного взаимодействия местных архаичных говоров и переселенческих говоров.
В середине XVII века Кострома была четвёртым по значению посадом Российского государства. В ряде источников её называют третьим по величине, после Москвы и Ярославля, русским городом того времени.
В XVII веке на территории Костромского края родился В. В. Полозов, чья «Челобитная царю Феодору Алексеевичу» (1676) стала заметным явлением паломническо-приключенческой литературы XVII века.

### Воеводы и наместники Костромского края[35]
1. Наместник Плещей в 1375 г. При нём Кострома была разграблена новгородцами. Сам воевода бежал.
2. Иван Родионович Квашня, воевода в 1378 г.; участвовал в Куликовской битве.
3. Захарий Яковлев, воевода в 1518 г.; им отражено нашествие на Галичскую область казанских татар под предводительством Арака.
4. Князь Семён Иванович Трубецкой, наместник «в городе» в 1537 г.
5. Князь Михаил Иванович Воротынский, воевода в 1551 г.
6. Иван Шереметев, воевода в 1612 г.; не допустил в Кострому князя Пожарского и за это был смещён им.
7. Князь Роман Гагарин, воевода, встречавший Московское посольство и присутствовавший при возведении на престол в 1613 г. Михаила Фёдоровича Романова.
8. Князь Василий Васильевич Хилков, стольник (1616—1630 гг.)
9. Князь Иван Фёдорович Шаховской, воевода в 1636 г.
10. Князь Андрей Фёдорович Деев, воевода в 1641 г.
11. Юрий Михайлович Аксаков, воевода в 1652 г.
12. Василий Михайлович Еропкин, воевода в 1656 г.
13. Андрей Богданович Тушин, воевода в 1677 г.
14. Григорий Андреевич Племянников, воевода в 1689 г.
15. Андрей Алексеевич Мешков-Плещеев, воевода в 1694 г., стольник.
16. Иван Бурнаков, стольник и воевода в 1708 г.
17. Воевода Стрежнев, 1721—1723 гг.; при нём заведена первая цифирная школа.
18. Любив Андреевич Грибоедов, полковник, воевода в 1723—1726 гг.
19. Иван Дмитриевич Кольчугин, полковник, воевода в 1727—1731 гг.
20. Алексей Григорьевич Книлев, бригадир, 1731—1733 гг.
21. Никифор Васильевич Кольчугин, подполковник, 1733—1736 гг.
22. Илларион Григорьевич Воронцов, майор, 1736—1738 гг.
23. Лука Иванович Иевлев, майор, воевода в 1738—1740 гг.
24. Иван Никитич Борноволоков, майор, 1740—1742 гг.
25. Иван Александрович Нащокин, коллежский советник, с 1747 г.
26. Александр Иванович Кайсаров, коллежский советник
27. Иван Жеребцов, 1764—1767 гг.
28. Степан Гаврилович Малыгин, бригадир, с 1767 г.
29. Николай Андреевич Вяземский, последний воевода.

## Костромское наместничество (1778—1797)

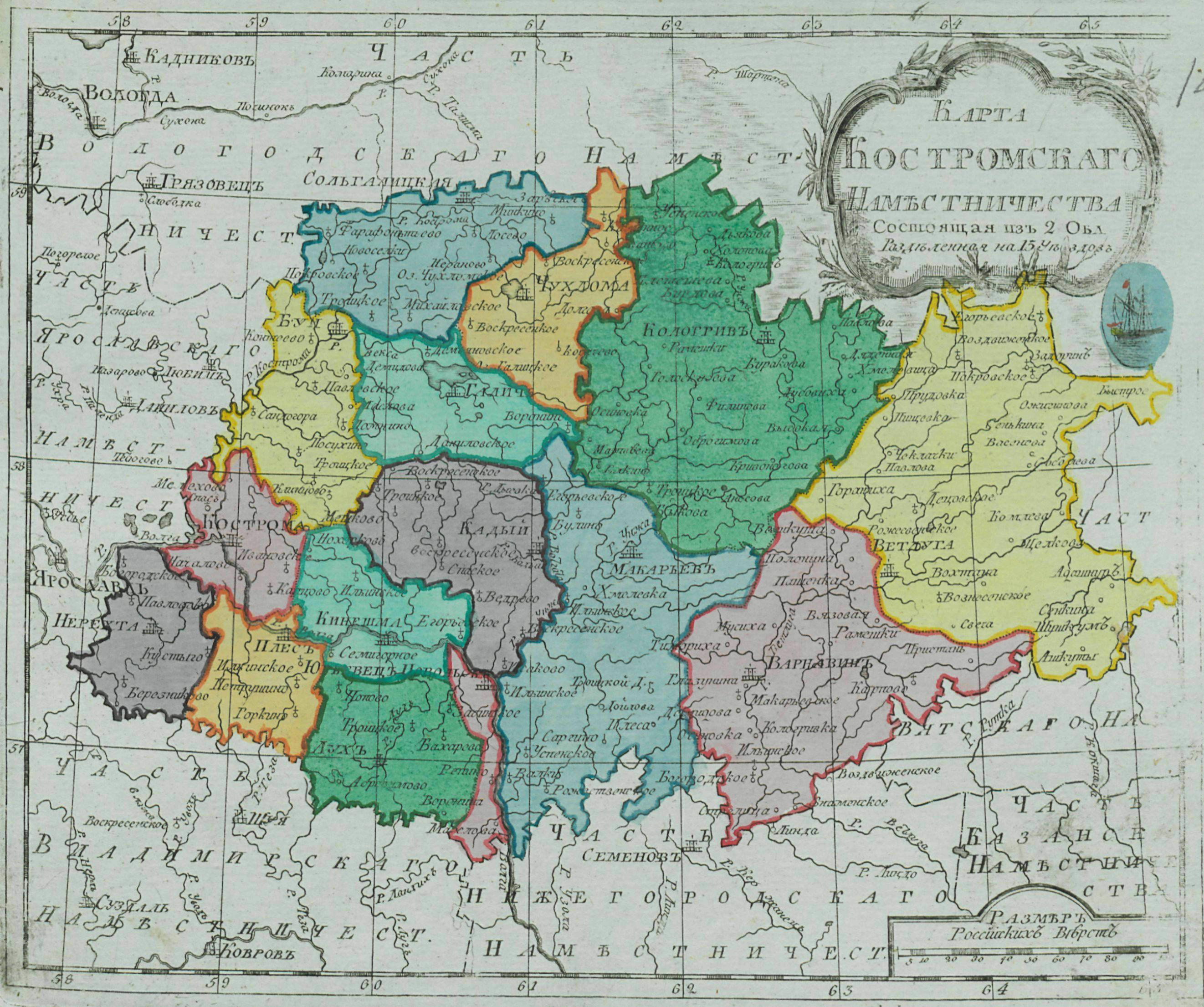
Карта Костромского наместничества в 1792 году

Впервые территории нынешней области были отделены друг от друга при Петре I: в 1708 году при делении страны на губернии были созданы Костромская провинция в Московской губернии и Галицкая провинция в Архангелогородской губернии. В 1778 году эти две территории были вновь объединены в составе Костромского наместничества, которое было соединено сначала с Ярославским, затем с Нижегородским, а позднее с Владимирским наместничеством в одно Генерал-губернаторство.

## Костромская губерния (1797—1917)

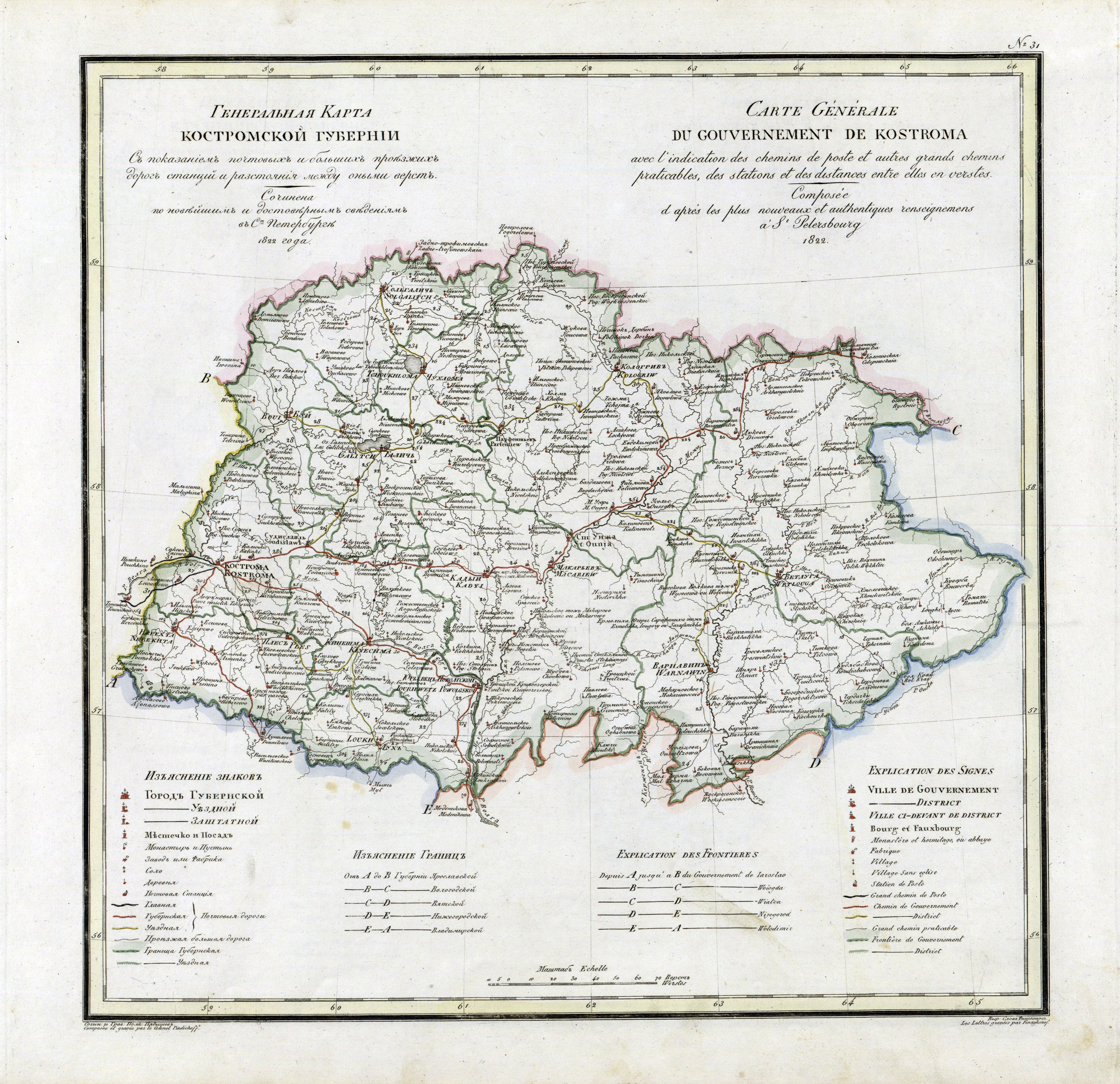
Костромская губерния в 1821 году

В 1797 году Павел I упразднил генерал-губернаторство Владимирское и Костромское, а вместо Костромского наместничества в 1796 году была создана Костромская губерния, просуществовавшая в неизменных границах до 1917 года.
Преобразование Костромы в губернский центр ускорило её экономическое и культурное развитие, несмотря на то, что в 1773 и 1779 годах город полностью выгорал в огне пожаров. С 1781 года город начал застраиваться по генеральному плану, в основу которого была положена радиально-концентрическая сетка улиц, которые сходятся на большую полуциркульную центральную площадь, раскрытую в сторону Волги.
Конец XVIII — первую половину XIX века справедливо считают расцветом в культурном развитии (архитектура, живопись, литература) не только Костромы, но и уездных городов — Галича, Нерехты, Солигалича, Макарьева. Архитектурные ансамбли в стиле классицизма до сих пор украшают центры этих городов. Большое распространение получили дворянские усадьбы, которые стали очагами культуры в отдалённых окраинах губернии.

### Экономическое развитие
В этот же период экономическое развитие губернии оставляло желать лучшего. Так, в 1770 году в Костроме существовало 5 суконных мануфактур, в 1792 году в Костромской губернии кроме 22 полотняных фабрик существовало ещё 78 фабрично-заводских заведений различной направленности. К 1810 году полотняных предприятий осталось только 10, а к началу 50-х годов XIX века из них уцелела лишь одна мануфактура купца Колодкина.
Отмена крепостного права в 1861 году привела к тому, что в Костромской губернии начался бурный экономический рост, связанный с развитием текстильной промышленности. Уже к началу XX века льняная промышленность в Костромской губернии выдвинулась на одно из первых мест среди губерний Европейской России. В 1912 году на Костромскую губернию приходилось 22 % ткани и 26 % пряжи всего производства льняных фабрик страны. Губерния поставляла много тонких и средних тканей: из общего выпуска этих тканей в стране на Костромскую губернию приходилось 40 %.
О темпах развития промышленности в начале XX века можно судить по следующим цифрам: c 1901 по 1912 гг. число рабочих в губернии увеличилось на 58 %, а сумма производства — на 113 %. По данным промышленной переписи 1918 г., в 1913 г. в Костроме в среднем на одно предприятие приходилось 478 рабочих.
Рост и механизация фабрично-заводской промышленности сопровождались концентрацией производства. В 1858 г. в Костромской губернии числилось 553 фабрики и завода, дававших продукцию на 7,2 миллиона рублей; в 1890 г. в губернии было 296 предприятий с продукцией в 27,1 миллиона рублей; в 1908 г. сумма продукций предприятий, только подчинённых надзору фабричной инспекции, достигла 104 миллионов рублей.
По концентрации производства Костромская губерния выделялась среди других губерний страны. При среднем числе рабочих на одно предприятие в Европейской России в 104 человека, в Костромской губернии было 378 человек; объём производства на одно предприятие соответственно равнялся 209,8 и 460,3 тыс. рублей. Около 70 % всех рабочих в Костромской губернии было сосредоточено на предприятиях с числом рабочих от тысячи и более. По стоимости продукции на одно предприятие губерния занимала в стране четвёртое место, а на одного жителя — шестое место.
Наиболее крупным и быстрорастущим предприятием была открытая в декабре 1866 г. льнопрядильно-ткацкая фабрика Третьяковых, Коншина и Кашина под фирмой «Т-во Большой Костромской Льняной мануфактуры». В 1867 году она имела 4800 веретен и 22 ткацких станка, а к 1912 — уже 41,5 тыс. веретен и 567 ткацких станков. Льнопрядильня «Т-ва Большой Костромской мануфактуры» считалась по числу прядильных веретен первой в мире, превосходя все вместе взятые льнопрядильни Швеции, Голландии и Дании. Запрудненская льнопрядильно-ткацкая фабрика «Т-ва Костромской Льняной мануфактуры братьев Зотовых в гор. Костроме», основанная в 1859 г., с 2240 рабочими имела тринадцать паровых машин и один нефтяной двигатель. Льнопрядильня зотовской фабрики по числу веретен превышала все льнопрядильни Италии.
Имелись Опалихинская льнопрядильно-ткацкая фабрика Брунова в городе Костроме с 260 рабочими; Чернореченская льнопрядильня Симоновой со 132 рабочими; льнопрядильно-ткацкая фабрика Брюханова в Нерехте с 1407 рабочими; бумаготкацкая фабрика Савельева и Кожина в Нерехте с 488 рабочими; бумагопрядильно-ткацкая фабрика бельгийского Анонимного общества в Костроме с 1609 рабочими. По своей структуре костромские фабрики в основном относились к предприятиям, вырабатывающим продукцию в законченном для потребителя виде. 70 % продукции льнопрядильных фабрик шло на местные ткацкие фабрики, 30 % — в Москву и другие места. Из выпущенной ткани 60 % сбывалось на юге России, 20 % — в Поволжье, 20 % — в других местах. Кроме сбыта внутри страны, полотно нашло широкий сбыт на европейских рынках.
К началу XX века льняная промышленность в Костромской губернии выдвинулась на одно из первых мест среди губерний европейской России. В 1912 году на Костромскую губернию приходилось 22 % ткани и 26 % пряжи всего производства льняных фабрик страны. Губерния поставляла много тонких и средних тканей: из общего выпуска этих тканей в стране на Костромскую губернию приходилось 40 %.

### Развитие транспортной системы
Росту промышленности способствовало развитие в губернии водных путей сообщения. В 1850-х годах возникло большинство крупнейших акционерных пароходных обществ реки Волги и её судоходных притоков. В начале 1860-x по рекам Волжского бассейна ходило около 220 пароходов. Волжская водная магистраль с развитием пароходства обеспечивала костромским фабрикантам дешёвую доставку сырья из далёких районов и сбыт продукции на Нижегородскую ярмарку, на Кавказ, в Персию и другие отдалённые рынки.
Характерной особенностью развития фабрично-заводской промышленности было крайне неравномерное размещение предприятий по территории губернии. В подавляющем большинстве фабрики и заводы были сосредоточены в юго-западных уездах губернии — Костромском и Нерехтском, Кинешемском и Юрьевецком. При этом фабрики располагались не только в городах, но и в фабричных сёлах. Кроме того, развитие промышленности шло односторонне, в основном за счёт текстильного производства.
В 1887 году через территорию губернии была проведена железная дорога Нерехта—Кострома, а в 1906 г. — Северная железная дорога. Несмотря на развитую речную транспортную инфраструктуру, отсутствовали шоссейные дороги, которые связывали бы отдалённые населённые пункты друг с другом и с экономическим центрами. Сам губернский центр Кострома оказался оторванным от железнодорожной системы страны: железную дорогу довели лишь до правого берега Волги, тогда как мостового сообщения с основной частью города не было.

### Деревообработка
Наряду с текстильной промышленностью достаточно быстро в Костромской губернии развивалась деревообработка. Первый в губернии паровой лесопильный завод Линева возник в Костроме в 1859 г. Но до конца XIX века в лесопилении преобладал ручной труд. Механической обработкой дерева в губернии были заняты два катушечно-токарных завода — в Костроме и в Судиславле, обслуживающих текстильные фабрики. Только к концу XIX века в связи с большим жилищным строительством в Костроме возник ряд заводов по механической распиловке леса. Если в 1901 г. таких заводов было 9, то уже к 1912 г. их число увеличилось в три раза и достигло 28.
Особенно быстро пошло развитие лесопильной промышленности в северных уездах после проведения в 1906 году Вологодско-Вятской железной дороги, которая позволила включить в эксплуатацию громадные лесные богатства севера губернии, удалённые от сплавных рек. Вдоль этой дороги с 1901] по 1912 гг. открылось 15 лесопильных заводов. На станциях Нея, Брантовка, Мантурово, Шарья, в местах пересечения линий железной дороги и сплавных рек — Костромы, Неи, Унжи, Ветлуги — появились новые лесопильные центры. Весь пиленый материал вывозился в порты Балтийского моря, откуда на пароходах транспортировался за границу.

### Развитие сельского хозяйства
Развитие промышленности в основном не изменило аграрного характера экономики губернии. По переписи 1897 г., сельским хозяйством в губернии было занято 79,5 % населения.
В Костромской губернии в прошлом было множество вотчин московских царей и бояр, в связи с чем значительная часть территории представляла собой частновладельческие земли. Накануне реформы 1861 г. помещикам принадлежало две трети всех удобных земель в губернии. Но крупные землевладения были связаны в основном с лесным, а не полевым хозяйством. Перед реформой 1861 г. земли под лесом составляли 72 % всех земель, которыми владели помещики.
Площадь же пашни в послереформенные годы неизменно сокращалась. По сравнению с 1860 г. к 1912 г. она сократилась на 12 %. Не все поля засевались: пустыри и недосевы, особенно в озимом поле, в среднем достигали 11 % общей площади пашни.
Структура посевных площадей в 1910 г. характеризовалась следующими данными: рожь занимала 48,1 %, овёс — 30,4 %, ячмень — 7,8 %, лён — 5,1 %, картофель — 5,5 %, прочие культуры — 3,1 %. По урожайности Костромская губерния занимала одно из последних мест среди других губерний. Своего хлеба крестьянам хватало только до середины зимы. Многие крестьяне жили впроголодь. Валовой доход от сельского хозяйства был низок. В среднем за 1911—1915 гг. он составлял по губернии: по расчёту на одну десятину — 50 рублей, на одного сельского жителя — 73 рубля. Основной доход был от полеводства, в том числе 15,8 % — от льна, 10,9 % — от картофеля.

### Промыслы
Малоплодородные земли, рискованный характер ведения сельского хозяйства в Костромской губернии были одними из тех причин, которые приводили к уходу крестьян на заработки в города. О резком увеличении отхода на заработки, выявившемся после падения крепостного права, говорят цифры выданных крестьянам паспортов и билетов: в 1857 г. — 96,2 тыс., в 1880 г. — 162,7 тыс., в 1910 г. — 276,4 тыс. В начале XX века развитие городской жизни в России усилило отход на различные строительные промыслы. Промысловый отход был направлен прежде всего в Москву и Петербург, затем в Сибирь и в низовые губернии, наконец, на местные фабрики и заводы.
По переписи, произведённой в Петербурге в декабре 1864 г., среди жителей оказалось 13 358 уроженцев Костромской губернии, в том числе мужчин — 10 191, женщин — 3 167. От всего населения города это составляло: мужчин — 3 %, женщин — 1 %.
В середине XIX века в Костромской губернии продолжало развиваться крестьянское домашнее производство и кустарные ремесла. По абсолютному числу кустарей Костромская губерния уступала лишь Московской, Вятской, Нижегородской и Рязанской.
Наиболее знаменитыми промыслами Костромской губернии являются ювелирный в селе Красном и шапочный в селе Молвитино. Село Красное — центр ювелирного промысла, который охватывал 4 волости и 51 селение (в том числе Сидоровскую волость Нерехтского уезда), в них — 735 дворов и около 1706 работников. В 1912 г. ювелирным промыслом было занято более 5 тыс. человек. Село Молвитино Буйского уезда славилось шапочным промыслом. После 1861 г. промысел сильно развился: швейные машины вошли в широкое употребление. В Молвитине 10 мастерских работали круглый год, имея по 5-25 мастеров и по 1-5 мастериц.
Костромская губерния является местом зарождения русской кооперации. Первый кооператив — Рождественское ссудосберегательное товарищество — возник в 1865 г. в с. Рождественском Ветлужского уезда. Кредитные товарищества были организованы и в других уездах. В течение 30 лет кредитные объединения представляли собой в губернии единственный вид кооперации. Старейшая из костромских молочных артелей — Саметская — была организована в 1906 г. С 1910 по 1912 гг. образовано ещё 5 артелей. В 1909 г. в селе Шунга был открыт первый в России кооперативный картофелетёрочный завод.
Таким образом, к началу XX века Костромская губерния развивалась достаточно быстрыми темпами и постепенно превращалась из аграрной в аграрно-индустриальную губернию с доминированием текстильной и лесообрабатывающей промышленности при неразвитом и отсталом сельском хозяйстве, с большими традициями отходничества крестьян на заработки в другие места.

### Образование
Первое учебное заведение в Костроме — «Цифирная школа» — было открыто в 1722 году. Через двадцать пять лет открывается духовная семинария, а в 1788 г. — учебное заведение под названием «Главное народное училище», положившее основание костромской мужской гимназии (в 1804 г). В 1805 г. в Костроме было открыто уездное училище, а в 1814 г. — приходское. В Галиче в начале XIX века было открыто «малое народное училище» для детей дворянства, купцов и чиновников. В середине XIX века в Костроме открывается женская гимназия.
По всеобщей переписи 1897 г. грамотных в губернии насчитывалось: мужчин — 35,4 %, женщин — 8,9 %. В 1894 г. в Костроме открылось первое в России низшее химико-техническое училище, построенное на частные средства Ф. В. Чижова. На средства, завещанные Ф. В. Чижовым, в поселке Екимцеве, в трёх километрах от Кологрива, было открыто низшее сельскохозяйственное техническое училище и в Чухломе — сельскохозяйственное ремесленное училище. Таким образом, до революции в губернии было только три профессионально-технических училища и ни одного высшего учебного заведения.

## Костромская губерния в составе РСФСР (1917—1929)
После Октябрьской революции 1917 года Костромская губерния вошла в состав образованной в 1918 году РСФСР.
Во время Первой мировой и Гражданской войн активных боевых действий на территории губернии не велось. Смена власти в конце 1917 года произошла мирным путём. Во время Гражданской войны и в последующие годы формировались новые органы власти, неоднократно менялось административно-территориальное деление края.
Последствия гражданской войны пагубно сказались на социально-экономической и политической жизни Костромской губернии. Валовая продукция костромских фабрик и заводов в 1921 г. по сравнению с 1913 г. сократилась на 70 %, количество рабочих уменьшилось на 30 %. В льняной промышленности, которая была ведущей в губернии, насчитывалось только 4,7 тыс. рабочих (1913 г. — 15 тыс. человек). На 1-й Республиканской фабрике (бывшей Большой льняной мануфактуре) их число уменьшилось с 7 до 1 тыс. человек, на механическом заводе из 1300 рабочих осталось только 450. Из-за недостатка топлива и сырья фабрики функционировали лишь 6 месяцев в году, а с мая по октябрь — простаивали.
В городе Костроме к 1917 г. имелось 17 библиотек. Костромская губерния существовала до 1917 года. Почти в два раза по сравнению с довоенными уменьшились посевные площади и урожайность зерновых культур. Общая посевная площадь в губернии в 1920 г. сократилась против 1917 г. на 43 %, в том числе льна — на 80 %, ячменя — на 62 %, картофеля — на 50 %, овса — на 50 %, ржи — на 20 %.
Революция открыла рабочим и крестьянам широкий доступ к образованию. 8 ноября 1918 г. состоялось торжественное открытие Костромского рабоче-крестьянского государственного университета в память Октябрьской революции 1917 года, куда принимались рабочие и крестьяне без вступительных экзаменов. В составе университета первоначально действовали естественный, гуманитарный и лесной факультеты, а позже — педагогический и отделение медицинского факультета. В 1921 г. на всех факультетах учились 3 333 студента. Большая часть преподавателей приезжала из Москвы. Вслед за университетом в Костроме в 1919 г. были открыты ещё два вуза — Институт по электромеханической и химической промышленности и Землеустроительный институт, готовившие инженерные и сельскохозяйственные кадры.
В связи с тяжёлыми последствиями гражданской войны и переходом к новой экономической политике, повлекшей сокращение финансирования учебных заведений, Народный комиссариат просвещения осенью 1921 года принял решение о закрытии или о реорганизации ряда молодых университетов. Костромской университет был разделен на два вуза — педагогический институт (Институт народного образования) и сельскохозяйственный. Пединститут уже в 1923 году был реорганизован в педтехникум. Ко второй половине 1920-х гг. из четырёх вузов и трех средних специальных учебных заведений, действовавших в губернии в первые годы советской власти, осталось семь техникумов. С 1922 по 1923 г. количество учреждений народного образования в Костромской губернии сократилось почти на 25 %.
В 1922 году в состав Нижегородской губернии переданы Варнавинский и Ветлужский уезды. А 14 января 1929 года постановлением президиума ВЦИК Костромская губерния была ликвидирована. Её территория вошла в состав Костромского округа Ивановской Промышленной области.

## Костромской край в 1929—1944 годах

### Развитие промышленности
В конце 1920-х гг. страна вступала в эпоху промышленной модернизации, которая в исторической науке получила название «индустриализация».
Задания первого пятилетнего плана развития народного хозяйства (1928—1932) определяли напряженный форсированный рост промышленного и сельскохозяйственного производства края. В течение пятилетки валовая продукция всей промышленности края должна была возрасти в стоимостном выражении с 97 до 209 млн рублей. Планировалось увеличить на четверть число рабочих костромских предприятий. Особое внимание уделялось развитию как традиционных отраслей промышленности (текстильной, деревообрабатывающей, кожевенной), так и новых её направлений, прежде всего электроэнергетики. За пять лет намечалось построить фабрику «X Октябрь», доведя её годовую продукцию до 2 млн пар сапог, укрепить энергетическую базу промышленности за счет строительства Костромской ТЭЦ, электростанций в Буе, Нерехте, Галиче.

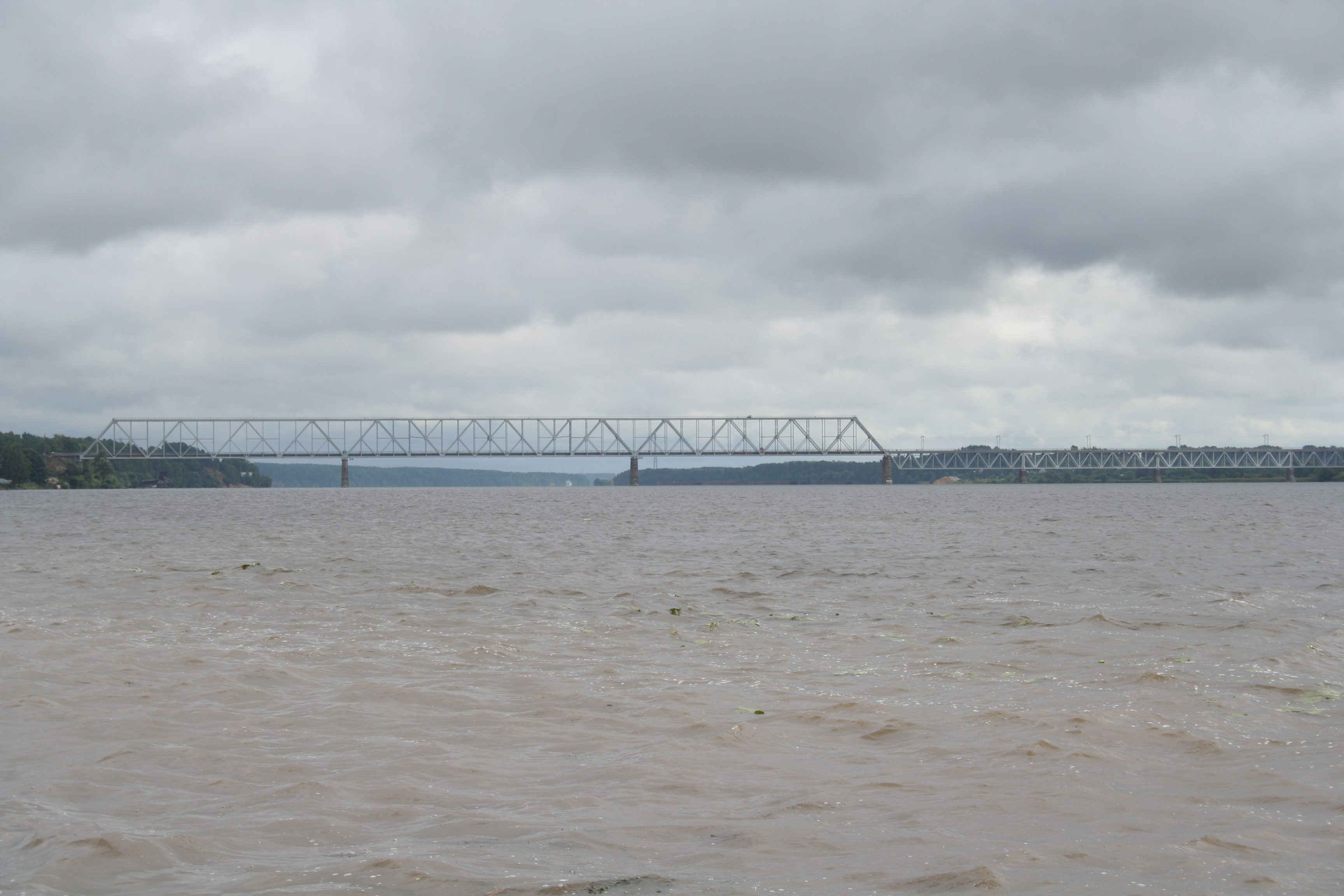
Костромской железнодорожный мост через Волгу

Крупнейшей и поистине исторической стройкой первой пятилетки было возведение железнодорожного моста через Волгу, жизненная необходимость которого для Костромы назрела ещё в конце прошлого века. С просьбой к высшему руководству страны о строительстве железнодорожного моста костромичи обратились в декабре 1927 года на XV съезде ВКП(б). В августе 1931 г. на заседании бюро горкома ВКП(б) было решено завершить строительства моста к юбилейному событию — XIV годовщине Октября. Точно подгадать под юбилейную дату не удалось, но в первом квартале нового года задача была решена. Газета «Северная правда» 1 марта 1932 года в передовой статье восторженно сообщала: «Одержана новая победа. В ночь с 28 на 29 февраля в 2 часа 30 минут левобережная и правобережная части моста сомкнуты…».
Главной стройкой второй пятилетки оставался льнокомбинат системы инженера И. Д. Зворыкина. В декабре 1935 г. были закончены строительные работы, а в июне 1936 г. в эксплуатацию вступили первые очереди прядильного и ткацкого цехов. В 1937 г. комбинат набрал проектную мощность. Созданный по проектам талантливого костромского инженера И. Д. Зворыкина, комбинат стал первоклассной базой развития льняной промышленности в СССР.
За годы второй пятилетки валовая продукция крупной промышленности в крае увеличилась вдвое. Объём промышленной продукции вырос в Нерехтском районе в 1,5 раза, в Нейском — более чем в 2 раза. Вдвое возросла выработка электроэнергии в крае.
Но несмотря на впечатляющие успехи в развитии костромской промышленности, индустриализация обошла костромской край стороной. Кроме железнодорожного моста через р. Волгу и льнокомбината системы И. Д. Зворыкина в Костромском крае не было построено ни одного значительного предприятия. Кроме того, трудящиеся костромского края, вошедшего в 1936 г. в состав Ярославской области, приняли участие в сооружении Рыбинской и Угличской ГЭС, создании Рыбинского водохранилища. В 1939 году только комсомольская организация Костромы мобилизовала на Волгострой 342 человека.

### Развитие сельского хозяйства
Ещё более противоречиво развивалось сельское хозяйство края. Шло кооперирование деревни. К 1927 г. насчитывалось более 600 сельскохозяйственных кооперативов. Курс на форсированную индустриализацию страны резко менял и ритм сельской жизни. Процесс постепенного кооперирования деревни сменился к осени 1929 г. директивным подстегиванием темпов коллективизации сельского хозяйства. Наиболее форсированный рост колхозов развернулся в начале 1930 г. В Костромском округе было коллективизировано к 1 октября 1929 г. — 2,2 %, к 1 февраля 1930 г. — 9,4 %, а к 1 марта 1930 г. — 31,6 % крестьянских хозяйств. В Шарьинском округе к 1 марта 1930 г. в колхозах состояло 22,5 % крестьянских дворов.
Большой трагедией российской деревни стала политика «раскулачивания», проводимая на базе сплошной коллективизации. Только в Галичском районе в первой половине 1931 г. были высланы в районы Урала и Сибири 45 крестьянских семей вместе с детьми и престарелыми. В категорию «кулаки» нередко ошибочно или по злому умыслу попадали середняцкие, а то и бедняцкие хозяйства. К тому же доходы многих зажиточных хозяйств костромской деревни были связаны не с земледелием, а с промыслами, отходничеством, что ещё более запутывало ситуацию.
Грубейшие просчеты аграрной политики партийно-советских органов усиливали социальную напряженность на селе, приводили к негативным экономическим последствиям. В 1930—1931 гг. в Костромском крае, как и по всей стране, происходил массовый забой скота, являющийся жестом отчаяния крестьян, не желающих расставаться со своей нажитой собственностью. В Галичском районе за период с 1929 по 1931 г. сократилось поголовье коров с 32 263 до 28 595, овец — с 40 016 до 33 074 голов.
1 августа 1939 г. в Москве открылась Всесоюзная сельскохозяйственная выставка. Право участвовать в ней завоевали, в ходе социалистического соревнования, свыше 300 передовиков Костромского района. За успехи в развитии животноводства, выведение костромской породы коров племсовхоз «Караваево» был отмечен дипломом I степени. Большие золотые медали ВСНХ получили директор совхоза В. А. Шаумян, старший зоотехник С. И. Штейман, бригадир М. Д. Комлева, доярка У. С. Баркова. Были отмечены дипломами выставки колхозы «XII Октябрь», «Огородник», «Путь к социализму», совхоз «Лужки».
Вместе с тем хозяйство большинства костромских колхозов и совхозов отличалось по-прежнему нестабильностью, неустойчивостью урожаев. Обременительной была налоговая политика государства, осуществлялось директивное командное руководство сельским хозяйством, сковывающее инициативу, личную заинтересованность тружеников деревни. Оставался невысоким уровень материальной обеспеченности сельских и городских жителей.

### Образование и культура
Централизация, бюрократические, командные методы руководства народным хозяйством, недостаточное внимание к нуждам и запросам работников производства существенно снижали качественный уровень результатов социально-экономического развития костромского края, как и других регионов страны.
В культурном развитии региона в 1920—1930-х гг. также не было видно заметных успехов, и даже наоборот — происходил откат от завоеваний революции 1917 г. Особенно в тяжелом материальном положении оказались работники просвещения. Многие учителя, не получавшие в течение полугода зарплату, вынуждены были бросать школу и искать другую работу — давать частные уроки, наниматься к зажиточным крестьянам или попросту собирать милостыню. Для обеспечения всеобуча учительскими кадрами, помимо Костромского, было открыто в 1932 г. педучилище в г. Шарье, а затем и в г. Галиче. В 1939 г. Костромское педучилище было преобразовано в двухгодичный учительский институт.
В 1932 г. в Костроме был открыт текстильный институт, который первоначально назывался льновтузом. Институт имел два отделения (прядильное и ткацкое), к которым позднее прибавились факультеты первичной обработки лубяных волокон (1937 г.) и механико-энергетический (1938 г).
По мере восстановления народного хозяйства государство могло увеличивать выделение средств на культурно-просветительные мероприятия. К концу первого десятилетия Советской власти в 1927—1928 уч. году число школ в губернии увеличилось по сравнению с 1914—1915 уч. годом с 1073 до 1193. Число учащихся в школах выросло с 65,7 тыс. до 83,3 тыс. человек, а число учителей — с 2100 до 2700. В 1940—1941 уч. году было 1319 школ, 193,2 тыс. учащихся, 6,8 тыс. учителей. Но данные цифры не говорят о радикальном изменении в лучшую сторону в формировании качественной системы образования в крае.
Таким образом, в 1920—1930-е гг. Костромской край не совершил рывка в своём развитии. В экономике доминирующими отраслями остались текстильная и деревообрабатывающая промышленность. Сельское хозяйство, которое традиционно было слабым, не только не окрепло, но в ходе коллективизации и раскулачивания было подкошено. Кострома так и не превратилась в университетский центр, несмотря на создание в 1930-е годы текстильного института.

## Костромская область в советский период (1944—1991)
Определённый шанс краю был предоставлен в 1944 г., когда была образована Костромская область. В состав территории области не вошли наиболее развитые южные части бывшей Костромской губернии — Кинешма, Юрьевец, Варнавин, Ветлуга, но были присоединены территории бывшей Вологодской губернии — Пыщуг, Павино, Вохма, Боговарово, которые составили северо-восточную окраину Костромской области.
Исключительно важное значение для экономического развития области имело продолжавшееся в пятой пятилетке строительство железной дороги Кострома—Галич протяжённостью 127 км. Она была принята в постоянную эксплуатацию и введена в действие в 1956 году. Вновь выстроенная железнодорожная линия создала прямой выход для Костромы на северную магистраль, пробег грузов от Костромы до Галича сократился более чем вдвое. Дорога значительно приблизила к железнодорожной линии ряд глубинных районов, облегчила снабжение города Костромы дровами, торфом, деловой древесиной. Улучшилась связь областного центра с отдалёнными центрами области.
В 1965 г. в Костроме началось строительство автопешеходного моста через реку Волгу, который был пущен в 1970 году; в Костроме же в 1986 г. введён в действие автопешеходный мост через реку Кострому.

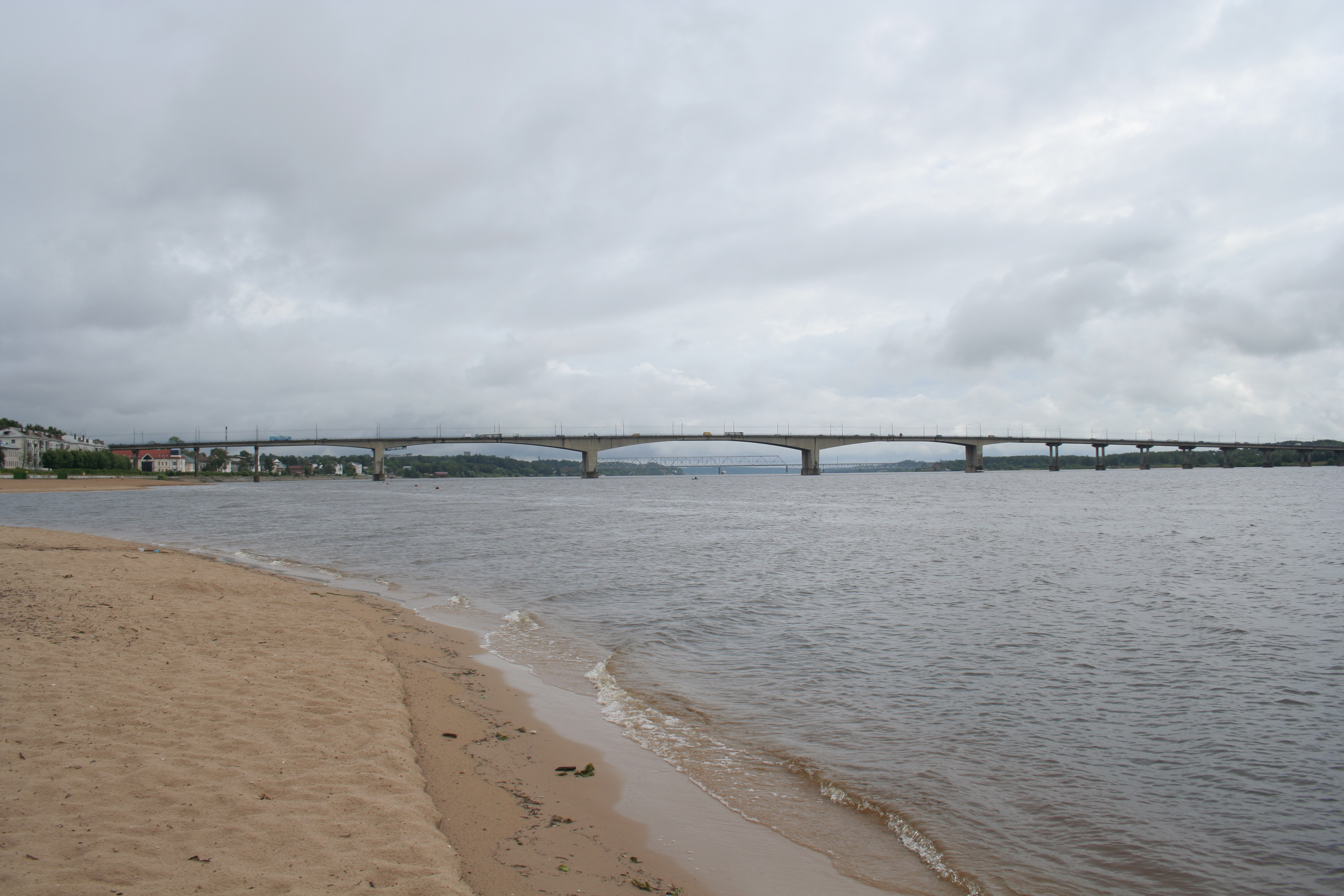
Костромской автопешеходный мост через Волгу. За ним можно видеть Костромской железнодорожный мост.

В 1951—1955 гг. была проведена техническая реконструкция лесной промышленности. За пять лет на лесозаготовительных предприятиях области возросло число передвижных электростанций в 2,6 раза, паровозов — в 2 раза, тракторов и мотовозов — в 3 раза. Уровень механизации вырос за это время на валке леса с 40 % до 85 %, на подвозе — с 35 % до 83 %, на вывозке — с 52 % до 78 %.
Объём валовой продукции костромской промышленности возрос за 1951—1956 гг. на 53 %, в том числе в машиностроении — на 90 %, на лесозаготовке — на 45 %, в текстильном и деревообрабатывающем производстве — на 40 %. Рост производительности труда составил в промышленности 29 %, в строительстве — 44 %. Произошли качественные изменения в самой структуре костромской промышленности, где преобладающим стало производство не предметов потребления, а средств производства. Удельный вес последних в составе всей продукции областной промышленности к концу пятилетки вырос до 56 % против 46 % в 1951 г.
За годы восьмой пятилетки прирост промышленного производства области составил 38 %. Удельный вес Костромской области в народном хозяйстве РСФСР по производству в 1973 г. (%) составил:
- Прядильных машин — 23,9;
- Экскаваторов — 16,6;
- Льняных тканей — 14,3;
- Фанеры — 8,3.

Именно после образования Костромской области началось быстрое развитие культуры, образования, здравоохранения. В 1949 г. были открыты педагогический и сельскохозяйственный институты. В 1953 г. началось строительство областной больницы.
В 1946 г. в Ипатьевском монастыре организованы восстановительные работы и начался процесс превращения его в музей. В 1948 г. открывается мемориальный музей Островского «Щелыково», который становится любимым местом отдыха театральных деятелей России. В 1965 г. переехала в новое здание областная библиотека им. Н. К. Крупской, которая стала методическим центром для всей библиотечной сети области. Численность библиотек в области многократно возросла:
- 1945 г. — 131
- 1950 г. — 170
- 1960 г. — 394
- 1970 г. — 449
- 1974 г. — 473

В 1960-х гг. стал развиваться туристический комплекс Костромской области. В 1971 г. Кострома вошла в «Золотое кольцо России». В 1958 г. построена гостиница «Кострома», в 1977 г. построена гостиница «Волга».

## Костромская область в постсоветский период (1991—по наст. вр.)
После распада СССР в 1991 г. Россия, а вместе с ней и Костромская область, испытала все трудности перехода от плановой к рыночной экономике. Нарушенные производственные связи привели к спаду промышленного производства в 1994 г. на 43,2 % по отношению к 1991 г. При этом в большей степени спад затронул именно те отрасли, на которых стоит костромская экономика: текстильную промышленность, машиностроение, деревообработку.
В 1997 г. с приходом нового губернатора Костромской области В. А. Шершунова начались структурные изменения в экономике области. Областная администрация предприняла активные шаги по выводу области из глубокого кризиса. В качестве ведущих направлений в развитии экономики были избраны широкое привлечение инвестиций и развитие производств импортозамещающей продукции.
В инвестиционной политике основной акцент сделан на стимулировании развития высокоэффективных отраслей экономики, производящих продукцию с высокой степенью переработки, создание новых рабочих мест, реализацию быстроокупающихся проектов, на привлечение инвестиций в приоритетные отрасли экономики — электроэнергетику, лесную и лесоперерабатывающую отрасль, сельское хозяйство, пищевую промышленность. В результате, удалось остановить спад производства и создать условия для экономического подъёма. Так, за 1997—2003 гг. объём валового регионального продукта вырос в 4 раза и превысил 33 млрд рублей.
Поддержка инвестиционной деятельности позволила обеспечить рост производства: за 1997—2003 гг. объём производства увеличился в 1,6 раза, а за период 2000—2003 гг. — на 25 %. Особенно заметно выросли объёмы производства в таких отраслях как лёгкая, химическая промышленность и лесопромышленный комплекс. Важнейшим направлением развития лесопромышленного комплекса является глубокая переработка древесины. Немалая часть древесины поступала и поступает в настоящее время на деревообрабатывающие предприятия Костромской области, где занято около 10 тыс. человек. Из крупных переработчиков можно выделить объединение «Кроностар», Костромской и Мантуровский фанерные комбинаты. АО «Кроностар» включает в себя три завода, 24 цеха. Это комплексное предприятие по углублённой переработке древесины. По числу занятых «Кроностар» — одно из самых больших предприятий области — 3,5 тыс. человек. Костромской фанерный комбинат (АО «Фанплит») 70 % фанеры отправляет на экспорт, в том числе в Великобританию и Германию. На Мантуровском фанерном комбинате был выпуск новой продукции — паркетной доски.
Ежегодный объём собираемых налогов и сборов от предприятий и организаций всех форм собственности с 1998 года увеличился в 3,9 раза и в 2003 году составил 6184,6 млн рублей, 58,8 % из них поступило в консолидированный бюджет Костромской области.
Основными предприятиями, определяющими поступления налоговых доходов по региону являются ОАО «КГРЭС», ОАО «Мотордеталь», ОАО «Костромамежрегионгаз», АООТ «Калориферный завод», ОАО «Фанплит», ОАО «Костромаэнерго».
По сравнению с 2000 годом объём иностранных инвестиций увеличился в 10 раз и составил в 2003 году 47 млн долларов. За 1997—2003 гг. в экономику области было вложено около 29 млрд руб., в том числе в 2003 г. — более 7 млрд рублей.
Идёт процесс активизации внешнеэкономической, международной и межрегиональной деятельности. Если в 1997 г. оборот внешней торговли составлял 91,1 млн долларов, то в 2003 г. — 146,9 млн долларов.
В 2003 г. номинальная начисленная заработная плата составила 3873 рубля: рост к уровню 1999 г. — в 3,4 раза. Реальная начисленная заработная плата, преодолев провал, вызванный дефолтом 1998 г., увеличилась за последние четыре года на 71,9 %. Об улучшении в жизни населения области свидетельствуют изменения в структуре использования денежных доходов. Удельный вес в доходах населения расходов, затрачиваемых на покупку товаров и оплату услуг, снизился с 62,9 % в 1997 г. до 59,5 % в 2003 г.
За прошедший период решены ключевые проблемы в области занятости населения, преодолен дефицит рабочих мест посредством проведения сбалансированной инвестиционной и налоговой политики. На регистрируемом рынке труда в 2000—2003 гг. произошли положительные изменения: численность безработных сократилась с 5,7 до 5,1 тыс. человек, уровень безработицы снизился на 0,75 %, уровень напряженности — с 3,3 до 1,3 человека на заявленную вакансию.
Период с 1997 г. был временем активного реформирования и встраивания в новые общественно-экономические условия отраслей социальной сферы области. Переведено на страховые принципы организации оказания медицинской помощи здравоохранение, принципиальные изменения произошли в содержании образования, проведены коренные изменения в системе социальной защиты населения. Несмотря на трудности, в эти годы шло целенаправленное оснащение высокотехнологичным оборудованием учреждений здравоохранения, современной информационной техникой и спортивным инвентарем образовательных учреждений. Коренным образом изменилась инфраструктура социальной защиты населения и молодёжной политики.
Финансирование здравоохранения с 1997 г. увеличилось более чем в 6 раз. Если в 1998 г. на медицинскую помощь одному жителю в год приходилось в среднем 387 рублей, то в 2004 г. планируется 1850 рублей (рост в 4,8 раза). Общие расходы на реализацию мероприятий по социальной защите населения составили за этот период 2 млрд 891 млн рублей и возросли в 2003 г. по сравнению с 1997 г. практически в 20 раз. В 3,9 раза за эти же годы выросло финансирование молодёжных программ.
На ремонт и строительство учреждений образования с 1997 по 2003 гг. израсходовано более 106 млн рублей. Вновь построены дошкольные учреждения в Вохомском, Мантуровском, Межевском районах; введены в строй девять общеобразовательных школ и интернатное учреждение (Судайская школа-интернат Чухломского района), пристройки к зданиям школ № 26, 41 г. Костромы, Никольской средней школы Костромского района.
Благодаря принимаемым мерам, рождаемость в области в 2003 г. по сравнению с 2000 г. увеличилась с 7,8 до 9,2 чел. на 1 тыс. человек населения. Младенческая смертность снизилась с 21,4 до 13,5 на 1 тыс. родившихся, материнская смертность — с 65,8 до 28,8 на 100 тыс. живорожденных.
За последние годы в системе социальной защиты и социального обслуживания населения наметились позитивные изменения. Расходы на социальную политику ежегодно возрастают, и в 2003 г. составили 840,0 млн рублей, или 168 % к уровню 2001 г., а 2004 г. — 901,0 млн рублей, или 180 % к уровню 2001 г.

## История административно-территориального деления после 1917 года
После 1917 г. высшей местной административно-территориальной единицей оставалась губерния, она делилась на уезды. Уезды состояли из волостей.
До 1918 г. Костромская губерния делилась на 12 уездов: Буйский, Варнавинский, Ветлужский, Галичский, Кинешемский, Кологривский, Костромской, Макарьевский, Нерехтский, Солигаличский, Чухломский и Юрьевецкий. В 1918 г. к ним прибавился вновь образованный Ковернинский уезд, большую часть которого составили волости, отошедшие от Макарьевского уезда. Новый уезд был утвержден только на губернском уровне.
Территория Костромской губернии подверглась значительному сокращению с образованием в 1918 г. новой Иваново-Вознесенской губернии, в состав которой вошли Кинешемский и Юрьевецкий уезды, а также большая часть волостей Нерехтского уезда.
В 1922 г. в Иваново-Вознесенскую губернию был передан Макарьевский уезд, а территория упраздненного Ковернинского уезда была поделена между Иваново-Вознесенской и Нижегородской губерниями. В том же году Варнавинский и Ветлужский уезды были переданы в состав Нижегородской губернии. Таким образом, к концу 1922 г. в составе Костромской губернии оставалось всего 7 уездов.
Постановлением ВЦИК от 8 октября 1928 г. «О районировании Костромской губернии» было упразднено деление губернии на уезды и волости и введено деление на 19 районов: Арменский, Буйский, Галичский, Заволжский, Игодовский, Кологривский, Костромской, Красносельский, Кужбальский, Мантуровский, Межевской, Молвитинский, Нерехтский, Палкинский, Парфеньевский, Солигаличский, Судайский, Судиславский, Чухломский.
Затем последовало постановление ВЦИК от 14 января 1929 г. о включении Костромской губернии в состав Иваново-Вознесенской области, переименованной в марте 1929 г. в Ивановскую промышленную область.
В апреле 1929 г. решением XVIII губернского съезда Советов Костромская губерния была преобразована в Костромской округ Ивановской промышленной области, просуществовавший до 30 июля 1930 года. Его районы отошли в прямое подчинение Ивановской Промышленной области.
Из-за сложности управления масштабами Ивановской промышленной области в марте 1936 г. она была поделена на две — Ивановскую и Ярославскую.
Из районов будущей Костромской области в Ярославскую вошли: Антроповский, Буйский, Галичский, Костромской, Красносельский, Молвитинский, Нейский, Нерехтский, Палкинский, Парфеньевский, Солигаличский, Судайский, Судиславский, Чухломской, в Ивановскую — Кадыйский, Макарьевский и Семеновский.
В 1937 г. Северный край был поделен на Архангельскую и Вологодскую области, в состав последней вошли Вохомский и Павинский районы.
Город Кострома все эти годы был самостоятельной административной единицей, в марте 1939 г. в нём было образовано три района — Заволжский, Ленинский, Свердловский.
Указом Президиума Верховного Совета СССР 13 августа 1944 года была образована Костромская область. В неё вошли г. Кострома, районы Антроповский, Буйский, Галичский, Костромской, Красносельский, Нейский, Нерехтский, Ореховский, Палкинский, Парфеньевский, Солигаличский, Судайский, Судиславский, Сусанинский, Чухломский, выделившиеся из состава Ярославской области; Кадыйский, Макарьевский и Семеновский — из Ивановской области; г. Шарья, Ивановский, Кологривский, Мантуровский, Межевской, Пыщугский, Шарьинский — из Горьковской области; Вохомский и Павинский — из Вологодской области.
В 1945 г. были образованы Боговаровский, Игодовский и Поназыревский районы, города Буй и Нерехта получили статус городов областного подчинения. В 1948 году, в связи со 125-летием со дня рождения великого русского драматурга А. Н. Островского, Семеновский район был переименован в Островский. В 1957 г. был упразднен Игодовский район, в 1959 г. — Ивановский, Ореховский, Антроповский, а также Ленинский и Свердловский районы г. Костромы.
Указом Президиума Верховного Совета РСФСР от 1 февраля 1963 г. к категории городов областного подчинения отнесены города Галич, Мантурово, Нея. В 1963—1964 гг. в области были образованы 15 сельских и 1 промышленный район.
В декабре 1964 г. существование промышленных и сельских районов было отменено и вновь создан 21 район: Буйский, Вохомский, Галичский, Кадыйский, Кологривский, Костромской, Макарьевский, Мантуровский, Межевской, Нейский, Нерехтский, Островский, Палкинский, Парфеньевский, Поназыревский, Пыщугский, Солигаличский, Судиславский, Сусанинский, Чухломский и Шарьинский.
В 1966 г. были образованы Красносельский, Окгябрьский и Павинский районы, а Палкинский переименован в Антроповский.
В 1972 г. в г. Костроме восстановлены Ленинский и Свердловский районы. В июне 1972 г., в связи с 90-летием со дня рождения Г. М. Димитрова — видного деятеля болгарского и международного коммунистического и рабочего движения, депутата от костромичей в Верховный Совет СССР (1937 г.), Заволжский район г. Костромы был переименован в Димитровский. Решением Костромской областной Думы № 18 от 16 июня 1994 г. поселок Волгореченск отнесен к категории городов областного подчинения.
Постановлением администрации г. Костромы «Об изменении организации управления городом» от 30 сентября 1994 г. упразднены Димитровский, Ленинский и Свердловский районы.
В 1994—1995 гг. в ходе реформы местного самоуправления в Костромской области были сформированы муниципальные образования: 25 районов и 6 городов. В 1999 г. город Нерехта и Нерехтский район объединились в одно муниципальное образование.
Федеральный закон «Об общих принципах организации местного самоуправления в Российской Федерации» с 2006 года устанавливает нескольких видов муниципальных образований: городское поселение, сельское поселение, муниципальный район, городской округ. Согласно закону Костромской области «О статусе и административных центрах муниципальных образований в Костромской области» на территории региона существует 8 городских округов (Буй, Волгореченск, Галич, Кострома, Мантурово, Нерехта, Нея, Шарья); 10 городских поселений (Кологрив, Макарьев, Солигалич, Чухлома, Кадый, Красное-на-Волге, Поназырево, Судиславль, Сусанино, Чистые Боры); 24 муниципальных района (Антроповский, Буйский, Галичский, Кадыйский, Кологривский, Костромской, Красносельский, Макарьевский, Мантуровский, Межевской, Нерехтский, Нейский, Октябрьский, Островский, Павинский, Парфеньевский, Поназыревский, Пыщугский, Солигаличский, Судиславский, Сусанинский, Чухломский, Шарьинский); 270 сельских поселений.